# 罗马诺·巴蒂斯蒂
罗马诺·巴蒂斯蒂（義大利語：Romano Battisti，1986年8月21日—），意大利男子赛艇和帆船运动员。他曾代表意大利参加2012年和2016年夏季奥林匹克运动会赛艇比赛，其中在2012年奥运会获得一枚银牌。